# Култук (залив, Иркутская область)
Култу́к — залив в юго-западном углу озера Байкал. Расположен в Слюдянском районе Иркутской области.

## Этимология
Название происходит от тюркского култук, означающего «угол, тупик», здесь — «залив, губа». Вероятно, термин привнесён землепроходцами XVII века при освоении Прибайкалья.

## География
Ширина входа в залив между Ангасольским мысом на севере и мысом в полукилометре к востоку от платформы Буровщина на юге — 11,6 км. Длина береговой линии между этими мысами — 27 км. Ширина в глубине залива между устьями рек Слюдянки (в городе Слюдянка) и Медлянки (в посёлке Култук) — 6,6 км. От меридиана Ангасольского мыса залив вдаётся на запад на 8,4 км. На западном берегу в залив на 640 метров вдаётся Шаманский мыс.
В залив впадают речки Слюдянка, Похабиха, Талая, Култучная, Медлянка.
По северному берегу залива проходит Кругобайкальская железная дорога, по западному и юго-западному — Транссибирская магистраль и, параллельно ей, федеральная автомагистраль Р258 «Байкал».

## Населённые пункты
На берегу залива Култук находятся населённые пункты Слюдянского района: город Слюдянка, пгт Култук, посёлки Широкая, Буровщина и Сухой Ручей.